# Brussinocryptus formosanus
Brussinocryptus formosanus là một loài tò vò trong họ Ichneumonidae.